# سلون ويلسون
سلون ويلسون (بالإنجليزية: Sloan Wilson)‏ (8 مايو 1920، نوروولك في الولايات المتحدة - 25 مايو 2003، كولونيال في الولايات المتحدة)؛ روائي أمريكي.

## روابط خارجية
- سلون ويلسون على موقع IMDb (الإنجليزية)
- سلون ويلسون على موقع أول موفي (الإنجليزية)
- سلون ويلسون على موقع قاعدة بيانات الأفلام السويدية (السويدية)
- سلون ويلسون على موقع قاعدة بيانات الفيلم (الإنجليزية)
- سلون ويلسون على موقع كينوبويسك (الروسية)